# 왕잎새버섯과
왕잎새버섯과(Meripilaceae)는 구멍장이버섯목에 속하는 균류과의 하나이다. 잎새버섯 등을 포함하고 있다.

## 하위 속
- 잎새버섯속 (Grifola)
- Henningsia
- Hydnopolyporus
- Meripilus
- Physisporinus
- Rigidoporus